# Flamets-Frétils

Flamets-Frétils este o comună în departamentul Seine-Maritime, Franța. În 1 ianuarie 2022 avea o populație de 160 de locuitori.